# Festival Internacional de Cine de Shanghái

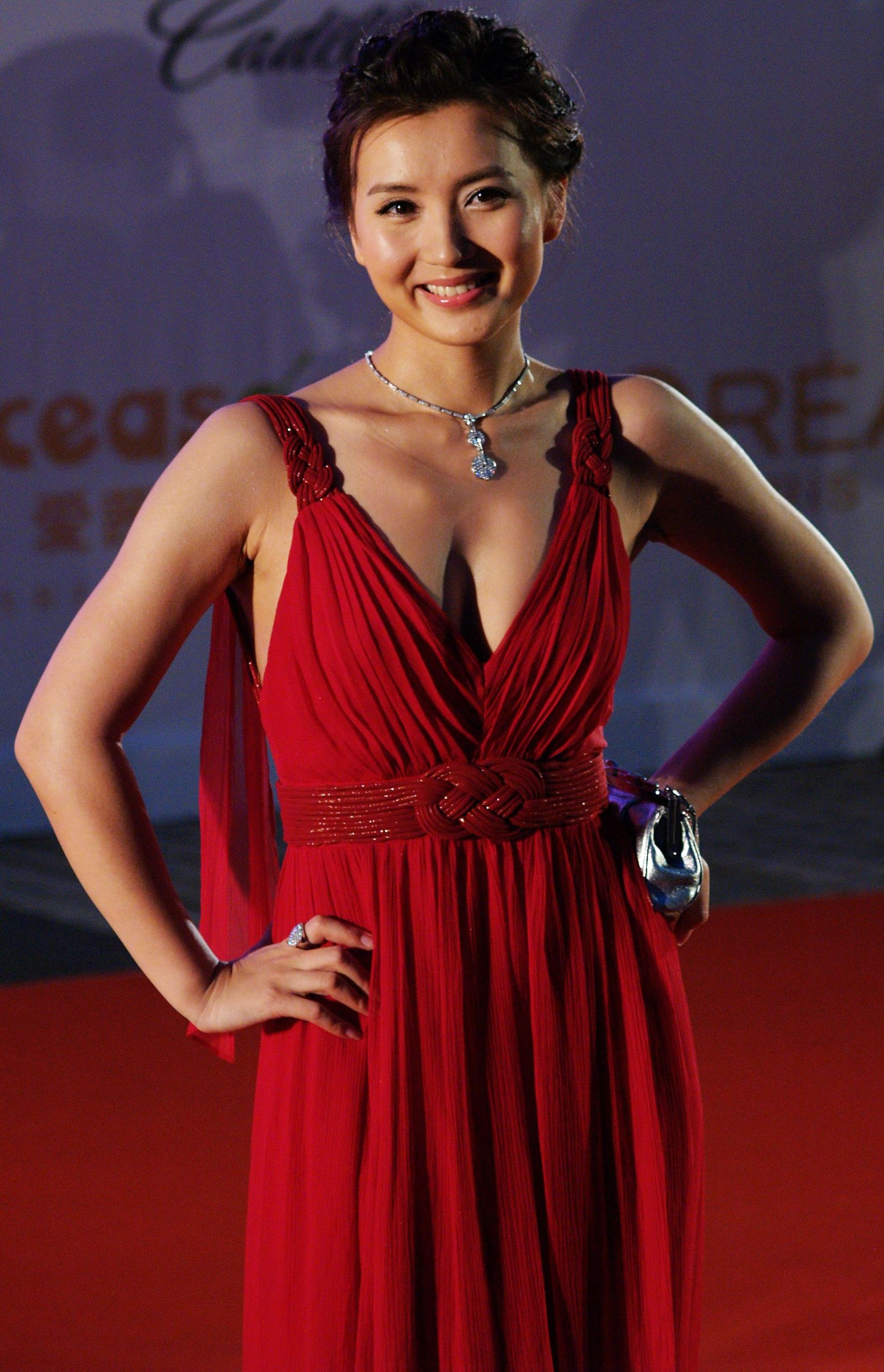
Chen Hao en el festival en 2007.

El Festival Internacional de Cine de Shanghái (en chino: 上海国际电影节), abreviado como SIFF, es uno de los festivales de cine más importantes de Asia Oriental.
Junto con el Festival Internacional de Cine de Tokio, el SIFF es uno de los festivales de cine más grandes y multitudinarios de Asia. Su primera edición se celebró el 7 de octubre de 1993. En 2003 el festival tuvo que ser cancelado debido al brote de síndrome respiratorio agudo grave que se presentó en esa región asiática.
El festival es organizado por la Administración Municipal de Cultura, Radio, Cine y Televisión de Shanghái. En el evento se entrega un premio denominado "Golden Goblet" (en chino, 金爵; pinyin, Jin Jue) en las categorías de mejor director, mejor película, mejor actor/actriz, y un "Premio Especial del Jurado", entre otros galardones.
Su edición de 2011 se llevó a cabo entre el 11 y el 19 de junio y fue presidida por el guionista, actor y director estadounidense Barry Levinson.
En 2023, tras varios aplazamientos por el COVID-19, celebró su 25ª edición entre el 9 y el 19 de junio.

## Premios

### Golden Goblet
El premio más importante entregado en el Festival Internacional de Cine de Shanghái es el Jin Jue ("Golden Goblet") a la mejor película.
- Mejor película
- Premio especial del jurado
- Mejor actriz
- Mejor actor
- Mejor director
- Mejor guion
- Mejor banda sonora
- Mejor fotografía
- Logro artístico sobresaliente

### Nuevos talentos asiáticos
Es Un premio lanzado en 2004, destinado a galardonar a los productores y actores jóvenes e impulsar producciones hechas por jóvenes cineastas con una perspectiva mundial.
- Mejor película
- Mejor director
- Mejor actor
- Mejor actriz
- Mejor guion
- Mejor fotografía

### Cortometrajes estudiantiles internacionales
Este premio se introdujo desde la novena edición del festival en 2006 como un escenario para que los jóvenes interactúen con reconocidos maestros del cine y exhiban sus cortometrajes. Es uno de los tres grandes premios del Festival Internacional de Cine de Shanghái, junto con el Golden Goblet y el Asian New Talent, y trata de incentivar el acercamiento estudiantil a la industria cinematográfica mundial.

- Mejor película
- Mejor director
- Mejor animación
- Mejor idea creativa
- Premio especial del jurado

### China Movie Channel Media
Los premios China Movie Channel Media son presentados en cada edición del festival por la compañía China Movie Channel desde 2007. Votados por los reporteros en la industria del entretenimiento china, estos premios están destinados a "promocionar películas locales de bajo presupuesto y presentar a talentosos jóvenes directores y actores".
- Mejor película
- Mejor director
- Mejor actor
- Mejor actriz
- Mejor actor de reparto
- Mejor actriz de reparto

### Jackie Chan Action
Los premios Jackie Chan Action, nombrados en honor al reconocido actor y artista marcial Jackie Chan, son presentados durante la "Semana de Jackie Chan" en el festival desde el año 2015. Votados por periodistas en la industria del entretenimiento china, los premios están destinados a "celebrar películas de acción internacional y honrar a quienes han hecho contribuciones sobresalientes al género".
- Mejor película de acción
- Mejor director en una película de acción
- Mejor coreógrafo en una película de acción
- Mejor actor en una película de acción
- Mejor actriz en una película de acción
- Mejor nuevo actor en una película de acción
- Mejores efectos especiales
- Mejor escena de combate